# Mãe Svea

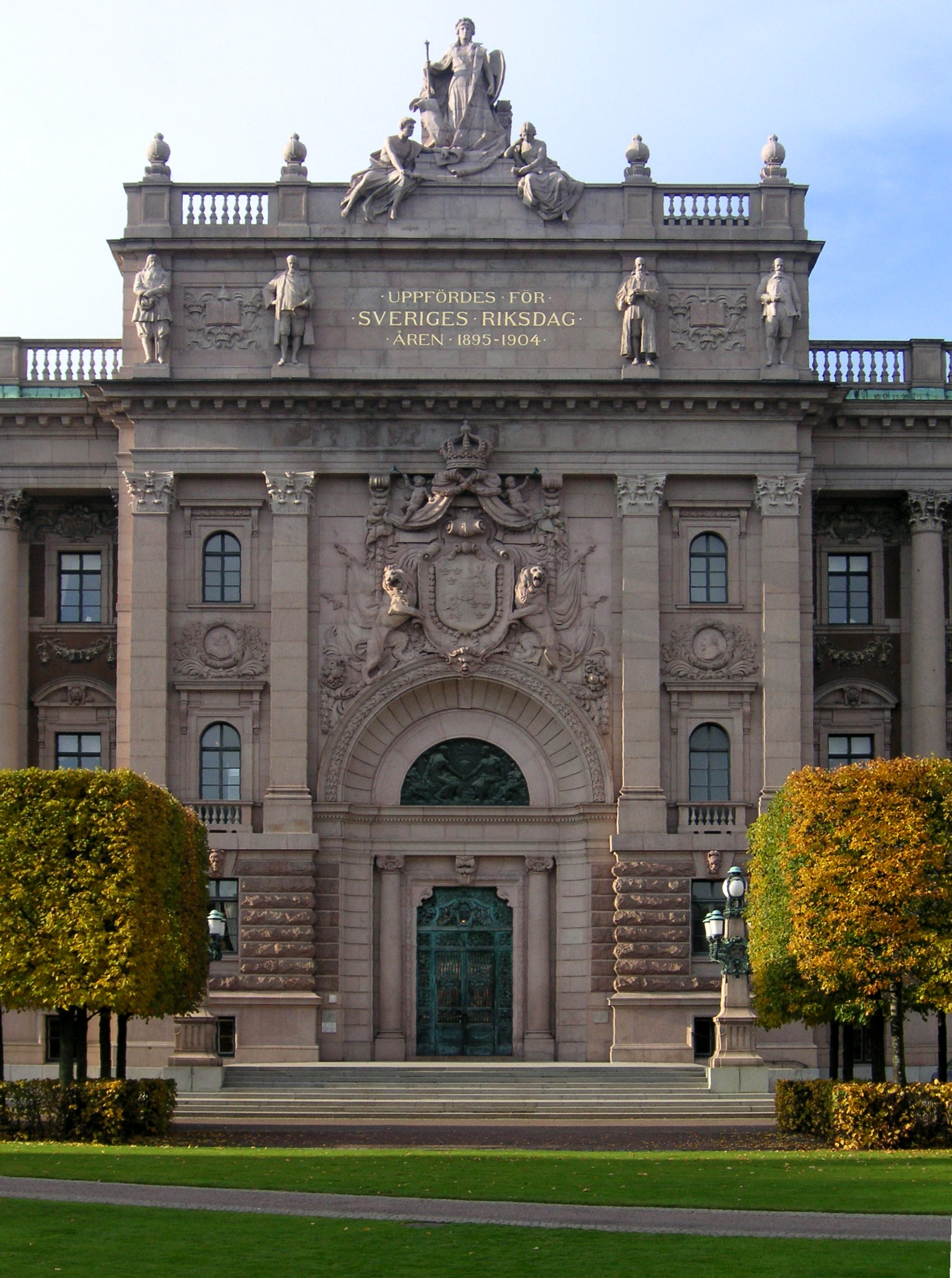
Fachada principal do Parlamento da Suécia, com a Mãe Svea no topo

A Mãe Svea (em sueco:  Moder Svea) é uma personificação nacional da Suécia, representando simbolicamente a Pátria Sueca, sob a forma de uma guerreira armada de escudo e espada, com um leão a seus pés.
A palavra Svea é um nome feminino sueco que significa "dos Sveas", sendo os Sveas (Suíones) um  povo germânico da antiga Suécia. Svea está presente nos termos svenska (língua sueca) e Sverige (Suécia), assim como em Svealand (região histórica dos Suíones), Svea rike (hipotético Reino dos Suíones, e por extensão Reino da Suécia) e Svea hovrätt (Tribunal de Apelação da Svealand).
Esta popular imagem é atribuída ao escritor Anders Leijonstedt, no seu poema Svea Lycksaligheets Triumph do século XVII.

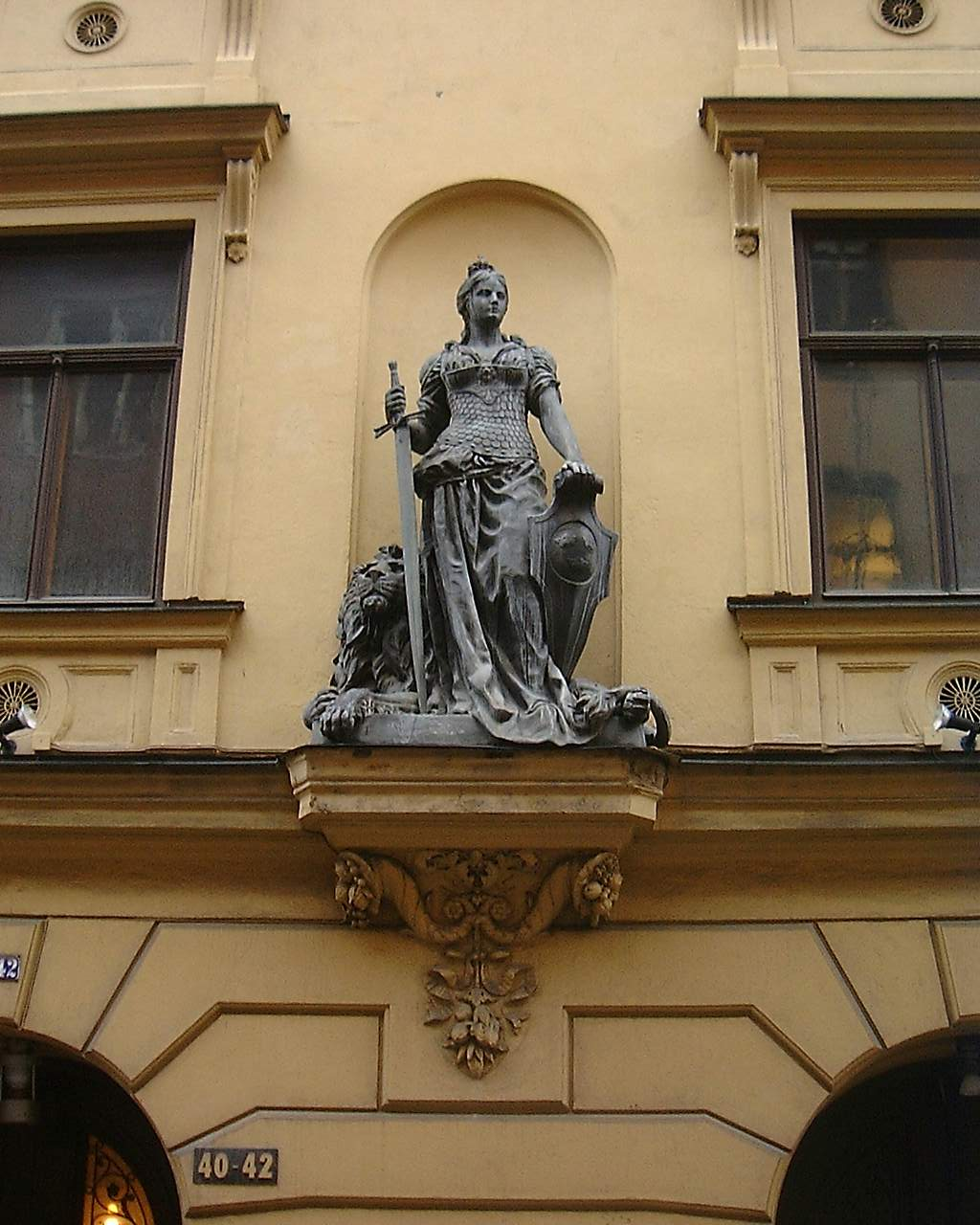
A Mãe Svea, em Estocolmo Rolf Adlersparre
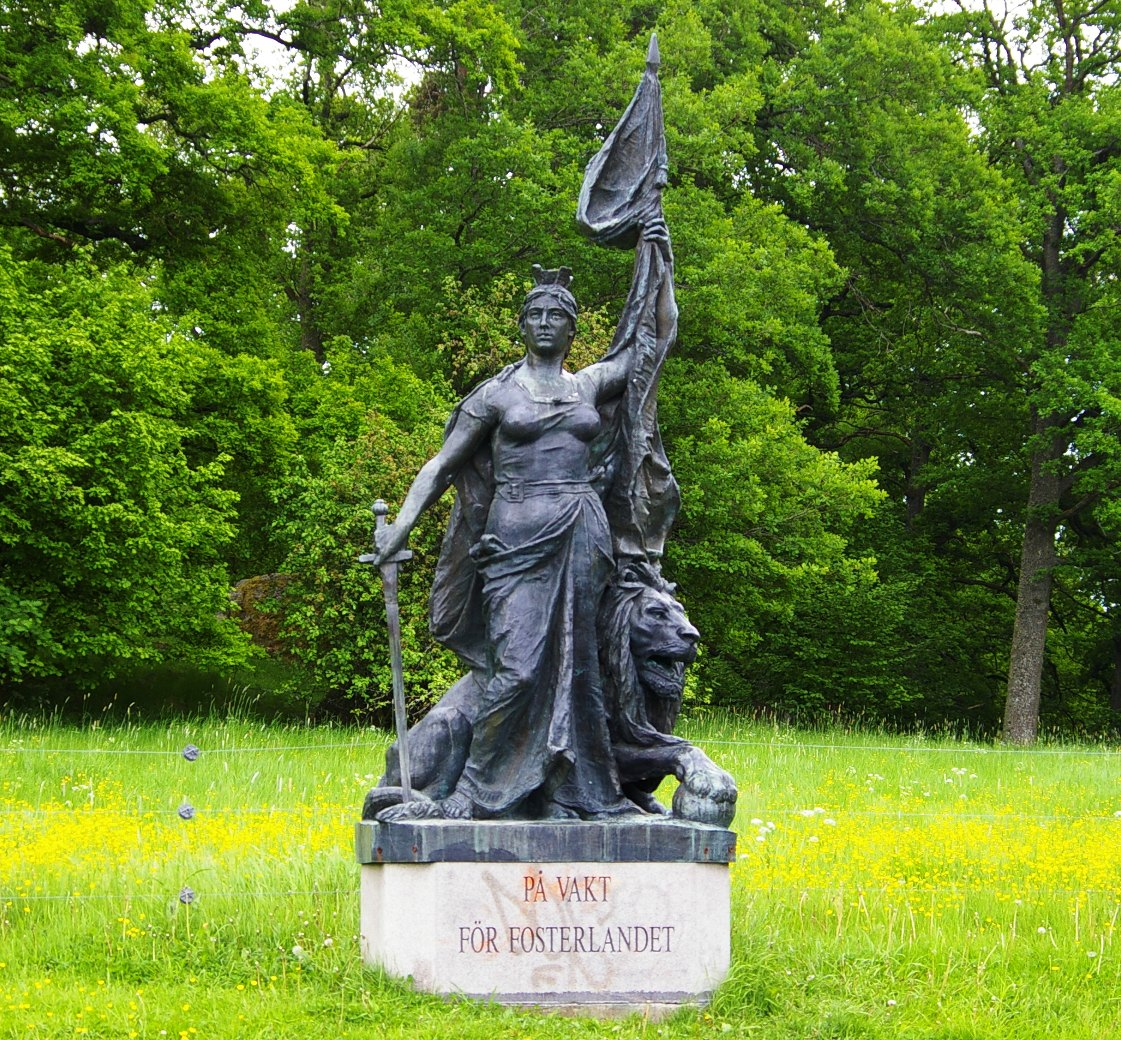
A Mãe Svea, em Linköping Alfred Nyström (1891)
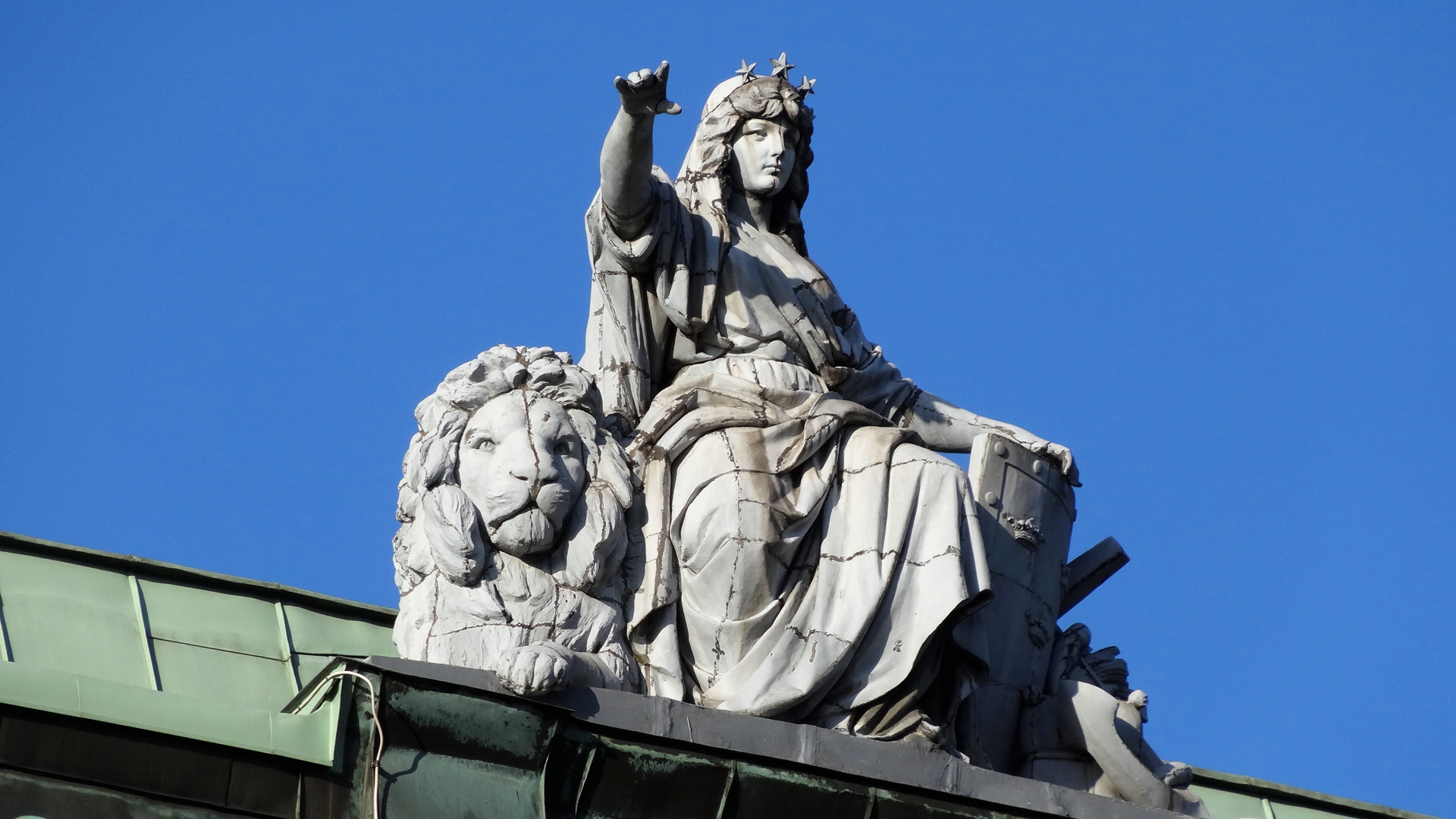
A Mãe Svea, em Gotemburgo Sveahuset